# Cantone di Villeréal
Il Cantone di Villeréal era una divisione amministrativa dell'arrondissement di Villeneuve-sur-Lot.
È stato soppresso a seguito della riforma complessiva dei cantoni del 2014, che è entrata in vigore con le elezioni dipartimentali del 2015.
Comprendeva i comuni di:
- Bournel
- Dévillac
- Doudrac
- Mazières-Naresse
- Montaut
- Parranquet
- Rayet
- Rives
- Saint-Étienne-de-Villeréal
- Saint-Eutrope-de-Born
- Saint-Martin-de-Villeréal
- Tourliac
- Villeréal